# Sharon Gless
Sharon Gless (Los Angeles, 31 de maio de 1943) é uma actriz norte-americana vencedora de diversos prémios nos anos 80, incluindo dois Emmy pela série Cagney & Lacey e dois Globos de ouro com as séries Cagney & Lacey e The Trials of Rosie O'Neill.

## Filmografia(seleccionada)
Televisão
- Cagney & Lacey (1983/1988)
- The Trials of Rosie O'Neill
- Queer as Folk (2000/2005)
- Burn Notice (2007-2013)
- The Exorcist (2016)

Cinema
- The Girl Next Door (1998)
- Cagney and Lacey True Convictions (1995)
- Cagney and Lacey The View Through the Glass Ceiling (1995)
- Cagney and Lacey Together Again (1995)
- Cagney and Lacey The Return (1994)
- Seperated by murder (1994)